# John Brett
Pour les articles homonymes, voir Brett.
John Brett, né le 8 décembre 1831 près de Reigate et mort à Londres le 7 janvier 1902) est un peintre britannique du mouvement préraphaélite.

## Biographie
John Brett est le fils d'un vétérinaire militaire. En 1851 il prend des cours avec James Duffield Harding, un peintre paysagiste. Il étude également avec Richard Redgrave. En 1853 il entre à la Royal Academy Schools, mais est plus intéressé par les idées de John Ruskin et de William Holman Hunt, qu'il a rencontrée grâce à son ami le poète Coventry Patmore. Inspiré par l'idéal de Hunt et l'observation détaillée de la nature, Brett visite la Suisse, où il travaille sur des études topographiques et est influencé par la peinture de John William Inchbold (en).

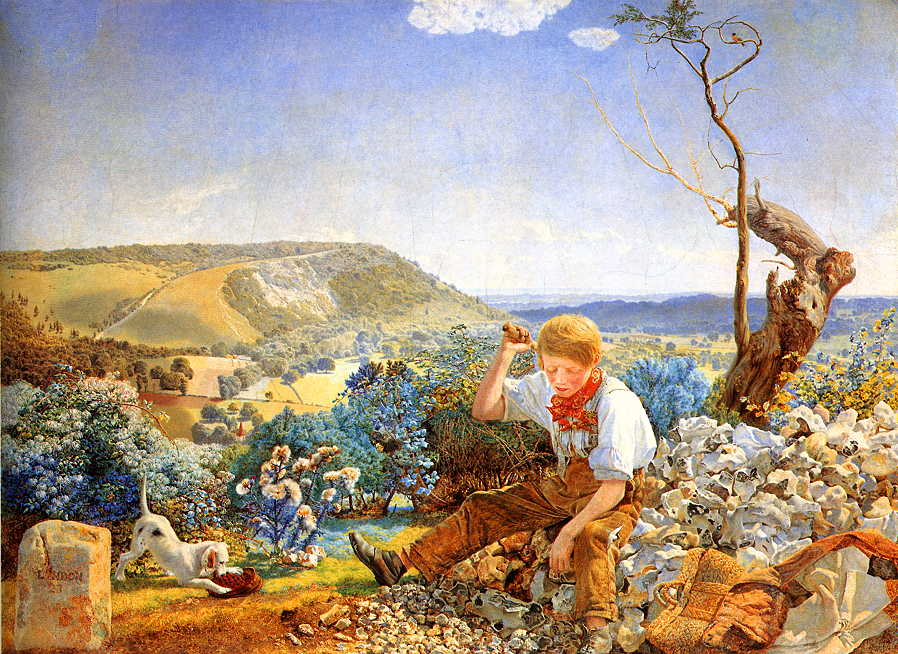
Le Casseur de pierres.

En 1858 Brett expose à l'Académie Royale Le Casseur de pierres, la peinture qui fait sa réputation. Elle représente un jeune homme cassant des pierres sur une route. Le paysage est détaillé et très lumineux, il a été peint à Box Hill dans le Surrey. On lit sur la borne 23 miles to London. Henry Wallis en 1857 avait peint le même sujet mais plus sinistre et l'exposait également à ce salon.
La précision du détail géologique et botanique impressionne profondément Ruskin qui qualifie l'œuvre, lors de son exposition, du « plus parfait morceau de peinture au niveau de la touche à l'académie cette année ». Persuadé que Brett serait capable de peindre un chef-d'œuvre s'il pouvait visiter Val d'Aoste en Italie, il le finance en partie et Brett fait le voyage pour peindre sur le motif.
Il expose l'œuvre en 1859 et enthousiasmé, Ruskin achète le tableau. D'autres critiques moins convaincus décrivent l'œuvre comme étant « la pierre tombale post-Ruskinienne ».
Brett continue de peindre des paysages soigneusement détaillées, retournant en Italie à plusieurs reprises dans les années 1860. Il tient toujours à souligner la précision quasi scientifique de son approche de la nature, mais y insuffle une signification morale et religieuse, comme lui recommande Ruskin. Les années suivantes il peint des sujets plus maritimes, des sujets choisis en raison de l'acquisition d'un schooner de 210 tonnes, un superbe voilier appelé le Viking, avec un équipage de douze matelots, sur lequel il voyage à travers la Méditerranée.
Pendant les années 1880 en été, Brett loue le château de Newport au Pays de Galles et l'utilise comme base pour sa grande famille tandis qu'il peint, dessine et photographie les côtes du sud et ouest. Brett était aussi un astronome averti, ayant étudié cette science depuis son enfance. Il a été élu membre de la Royal Astronomical Society en 1871. Il vécut à Londres, à Harley Street, puis dans une maison qu'il construisit à Putney. Il est Maître de l'Art Workers' Guild en 1890.
Il remporte une médaille d'argent lors de l'exposition universelle de 1900.
Une exposition lui a été consacrée en 2001 au Musée national du Pays de Galles, à Cardiff : John Brett - Pré-Raphaelite sur les Rivages du Pays de galles. Cette exposition regroupa de nombreux travaux majeurs de sa carrière à cette période.

## Peintures

Œuvres de John Brett
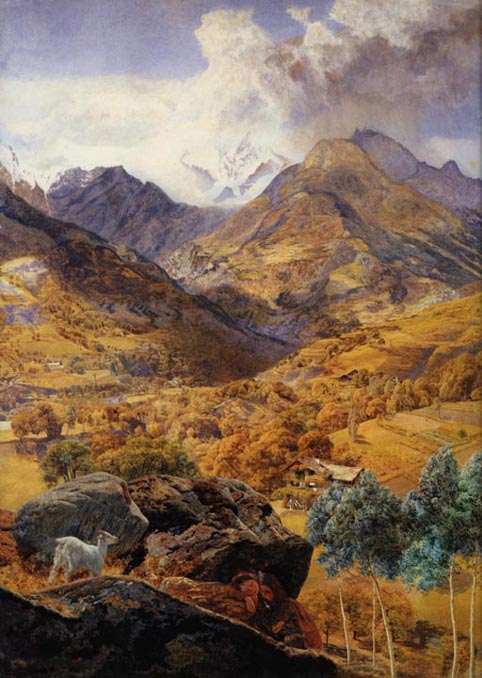
Le Val d'Aoste
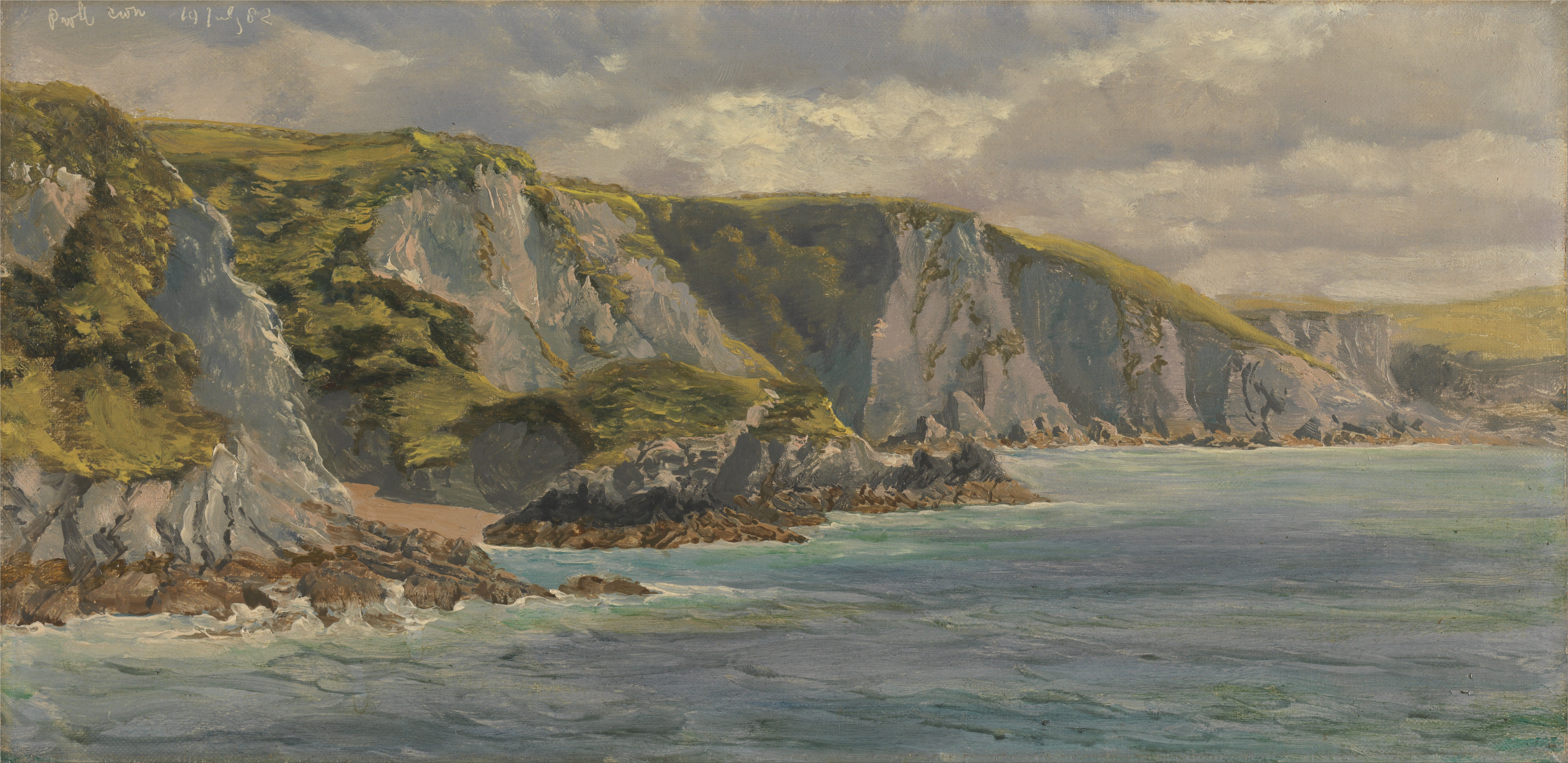
On the Welsh Coast
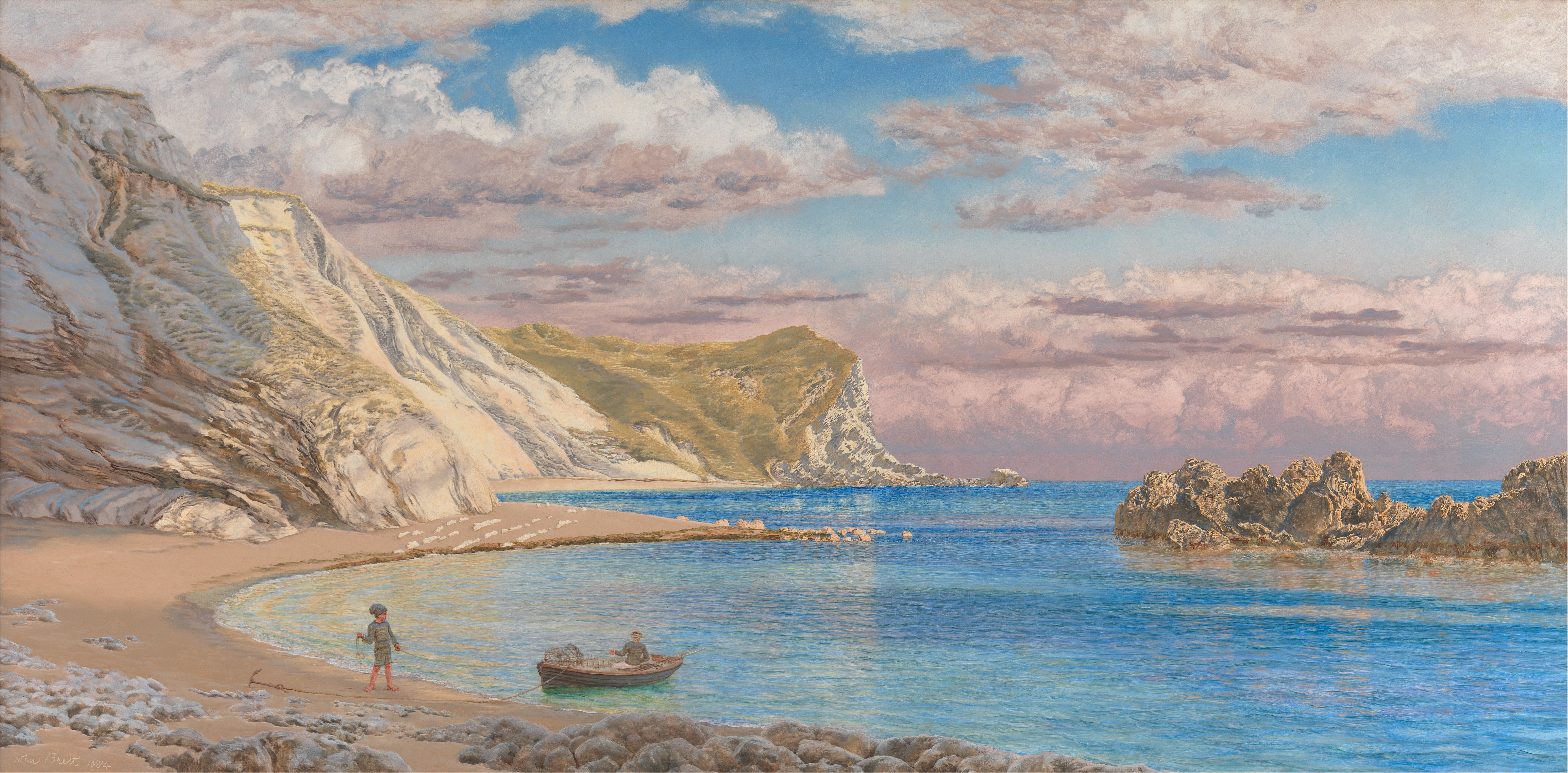
Man of War Rocks, Coast of Dorset
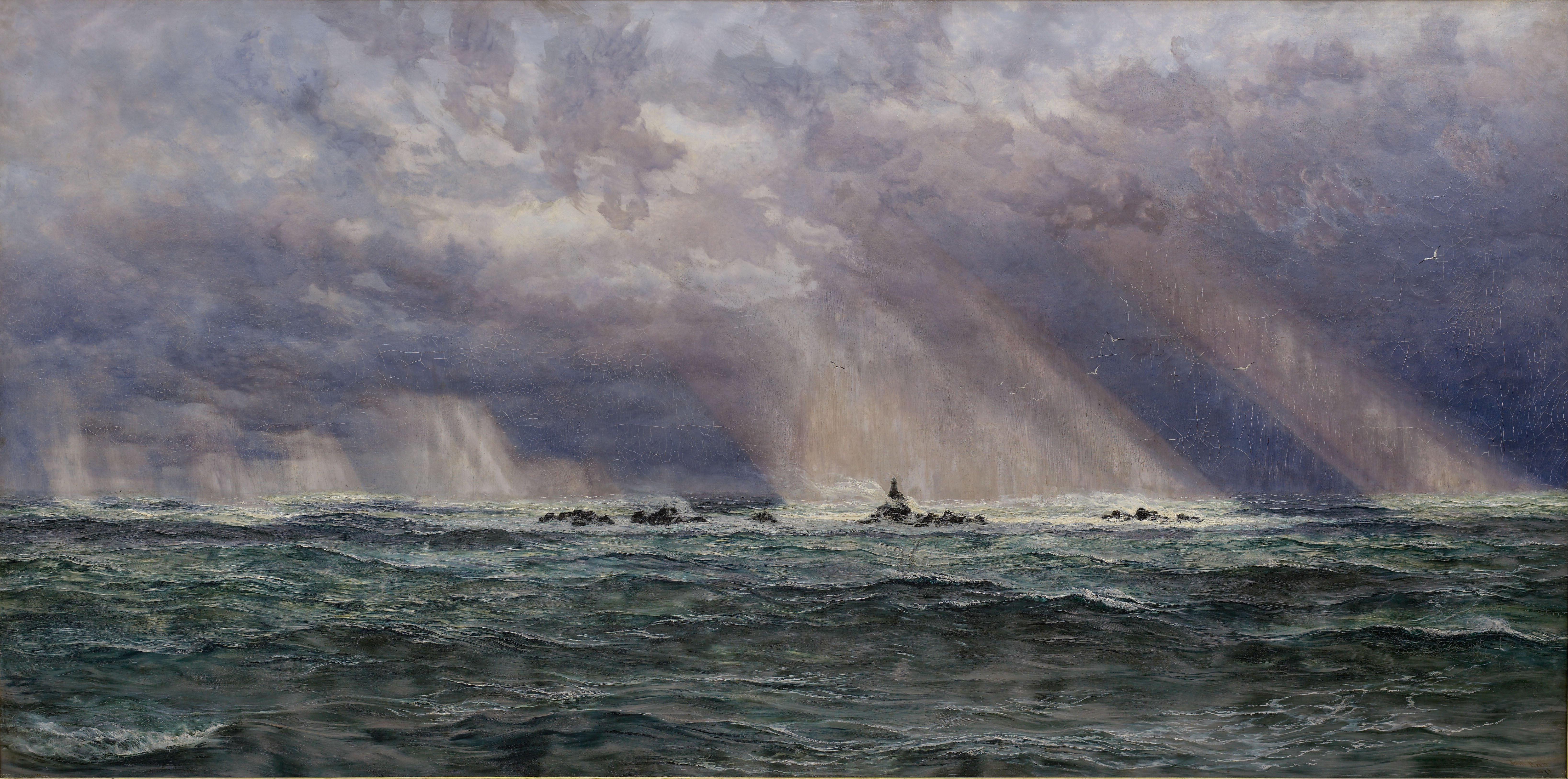
A North-West Gale off the Longships Lighthouse
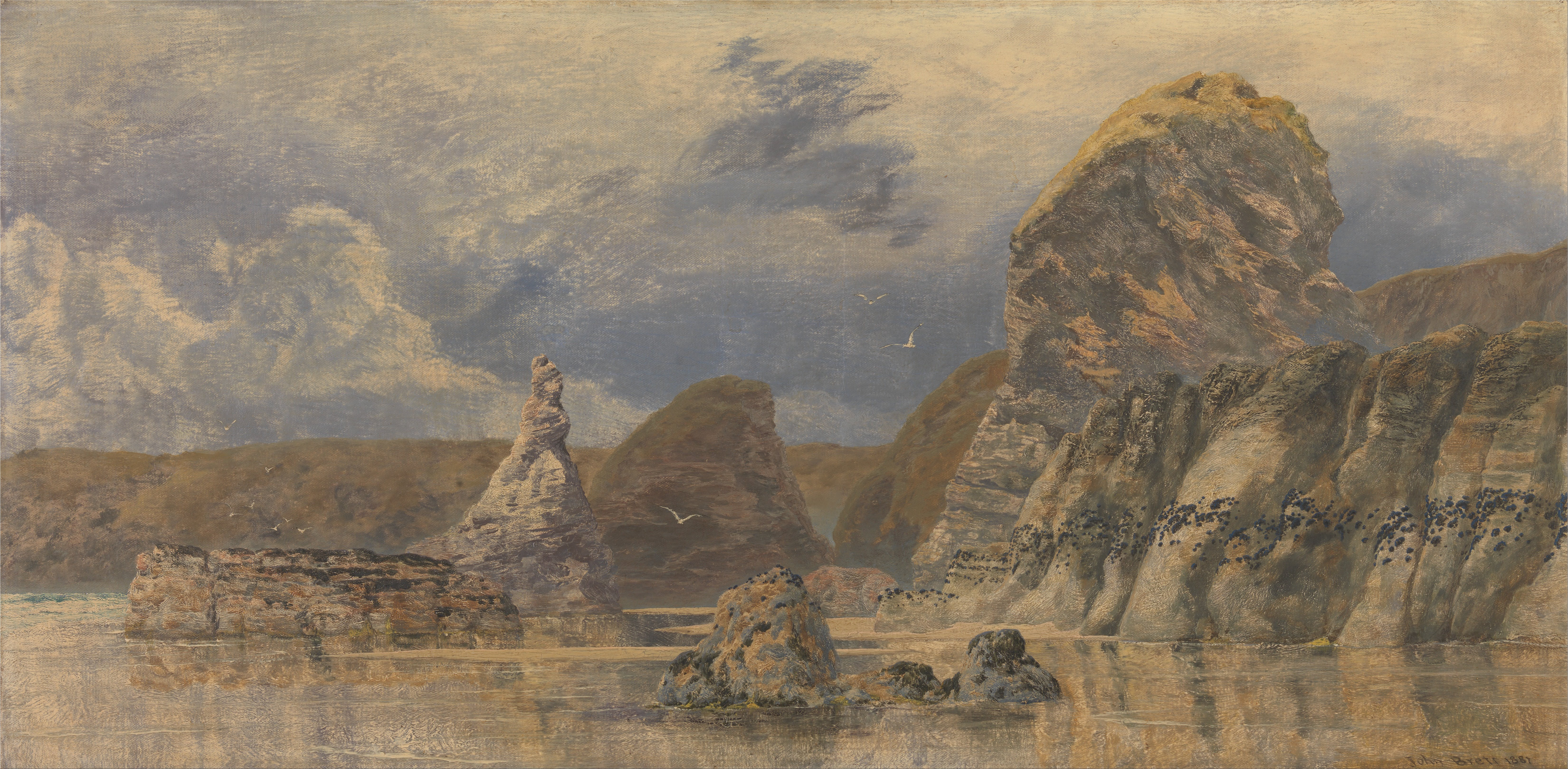
Seascape
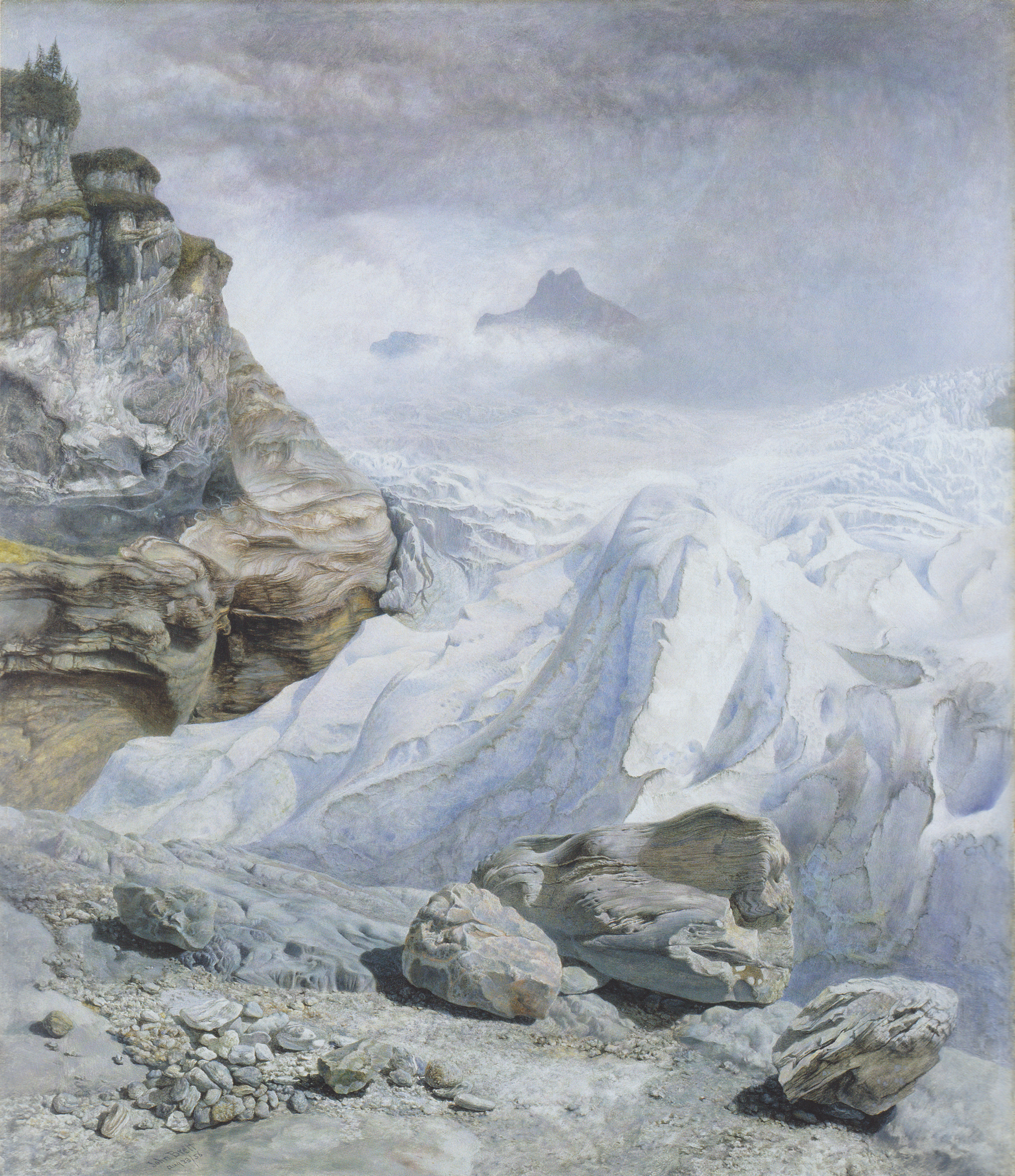
The Rosenlaui glacier
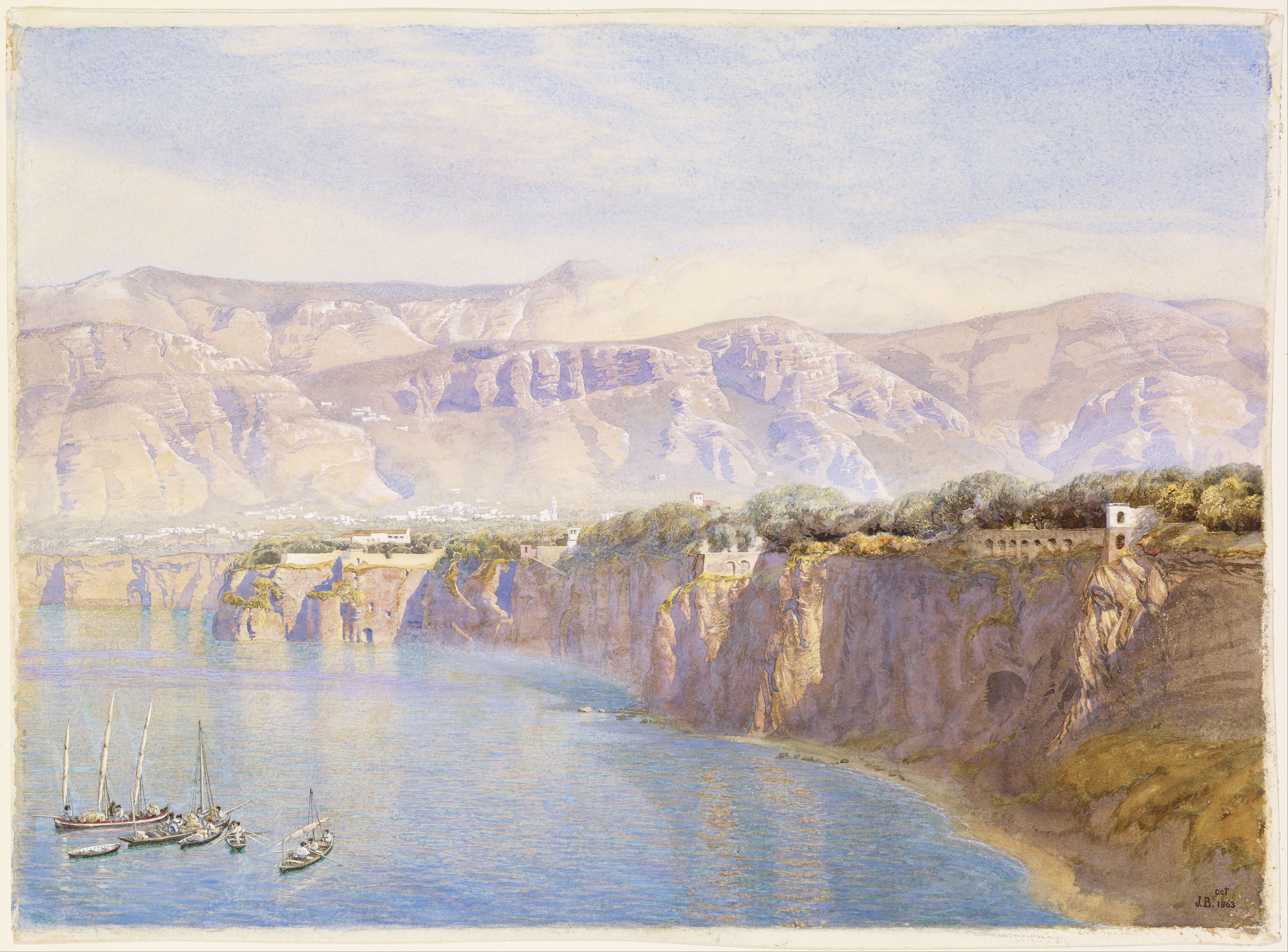
Near Sorrento